# 古隆賢
古隆賢（1826年—？），清廣東省惠州府歸善縣（今惠東縣安墩鎮葵雙村）人，金田起義出身名將，1853年7月，擢金四總制，守天京太平門。1854年5月，升殿左三十九指揮。1855年參與第三次「攻佔武昌」，1856年12月，武昌失陷后，從韦俊转战江西、安徽，1859年10月韋俊獻池州降向清，遣部將劉官芳、古隆賢、賴文鴻、黃文金攻蕪湖太平軍，四將皆拒，倒招楊輔清還攻池州韋俊，十一月十一日，輔王、劉官芳、古隆賢、賴文鴻、黃文金等聯軍擊敗韋俊及清總兵李成謀，收復池州；1860年隨李秀成部參與「二破江南大營」，追擊敗逃總兵署湖南提督周天受於寧國，斃周天受並斬綠營4000人擄獲10000官兵；後古攻掠皖南，1862年初戰功封「奉王」；1863年3月，兵臨祁门未佔。轉攻休宁，再攻泾县，占黟县。10月古以皖南辅、侍、堵等诸王皆不利，不能为援，更睹天国疆土日蹙，亡國將至，十九日，献石埭、太平、旌德三县请降于清总兵朱品隆，廿八日，清人受其降，一军皆薙发；古隆賢自此史無誌，揣度應是韋俊招降古。